# Pueyo de Santa Cruz
Pueyo de Santa Cruz è un comune spagnolo di 338 abitanti situato nella comunità autonoma dell'Aragona.